# Hydraena forticollis
Hydraena forticollis är en skalbaggsart som beskrevs av Perkins 2007. Hydraena forticollis ingår i släktet Hydraena och familjen vattenbrynsbaggar. Inga underarter finns listade i Catalogue of Life.